# Miroslav Pantić
Miroslav Pantić (Svilajnac, 9. srpnja 1926. – Beograd, 16. rujna 2011.) je bio srpski povjesničar književnosti, profesor Sveučilišta u Beogradu i akademik SANU.

## Životopis
Rođen je u Svilajncu 9. srpnja 1926. godine gdje je završio osnovnu školu i gimnaziju. U razdoblju od 1945. do 1949. studirao je srpski jezik na Filozofskom fakultetu Sveučilišta u Beogradu. Na istom fakultetu je doktorirao 1956. godine tezom „Sebastijan Slade-Dolči, dubrovački biograf XVIII veka“. Postao je docent 1957. godine na Filozofskom fakultetu, izvanredni profesor 1962. godine i redovni 1970. na Filološkom fakultetu Sveučilišta u Beogradu koji je u međuvremenu nastao izdvajanjem iz Filozofskog 1960. godine. U razdoblju od 1972. do 1973. bio je upravnik Sveučilišne biblioteke „Svetozar Marković“ u Beogradu.
Za dopisnog člana SANU izabran je 1974., a za redovnog 1981. godine. Sekretar odeljenja jezika i književnosti SANU bio je od 1982. do 1994. godine. Generalni sekreta SANU bio je u razdoblju od 1994. do 1998., a potpredsjednik SANU za društvene znanosti u razdoblju od 1998. do 2003.
Jedan od najplodnijih proučavatelja starije hrvatske, osobito dubrovačke i bokokotorske književnosti (Marin Držić, 1964.; Humanizam i renesansa, 1967.; Iz književne prošlosti, 1978.; Susreti s prošlošću, 1984.; Književnost na tlu Crne Gore i Boke kotorske od XVI do XVIII veka, 1990.) te narodne književnosti (Narodne pesme u zapisima XV–XVIII veka, 1964.). Premda u svojim arhivskim istraživanjima slijedi praksu srpske historiografije u svojatanju hrvatske baštine, napisao je vrijedne priloge o starijim hrvatskim piscima.
Dobitnik je više nagrada među kojima su: Sedmojulska nagrada (1988.), Vukova nagrada (1991.), Zlatni beočug (1999.), Orden rada sa zlatnim vijencem. Bio je počasni građanin Svilajnca i Despotovca. U njegovu čast održan je znanstveni skup 30. svibnja 2007. u Svilajncu i promoviran zbornik „Akademik Miroslav Pantić“(COBISS).
Preminuo je 16. rujna 2011. Beogradu i sahranjen 21. rujna u Svilajncu. U ime SANU od njega se oprostio Miro Vuksanović.

## Radovi
- Pantić, Miroslav. 1982. Usmeno pesništvo. Istorija srpskog naroda. knj. 2. Srpska književna zadruga. Beograd. str. 504–518
- Pantić, Miroslav. 1993. Književnost na tlu Crne Gore i Boke Kotorske. Istorija srpskog naroda. knj. 3, sv. 2. Srpska književna zadruga. Beograd. str. 135–255
- Pantić, Miroslav. 1993. Narodna ili usmena književnost. Istorija srpskog naroda. knj. 3, sv. 2. Srpska književna zadruga. Beograd. str. 256–326
- Pantić, Miroslav. 1986. Narodno (usmeno) pesništvo. Istorija srpskog naroda. knj. 4, sv. 2. Srpska književna zadruga. Beograd. str. 107–164

## Vanjske poveznice
- Istorijska biblioteka: Miroslav Pantić  Arhivirana inačica izvorne stranice od 10. kolovoza 2014. (Wayback Machine)
- Miroslav Pantić: Herojska i neprebolna smrt braće Ribnikar opevana u srpskoj poeziji